# 枝柯镇
枝柯镇，是中华人民共和国山西省吕梁市中阳县下辖的一个乡镇级行政单位。

## 行政区划
枝柯镇下辖以下地区：
谷罗沟村、枝柯村、马家峪村、上桥村、张家沟村、南大井村、师庄村和三角庄村。